# Hetty Rock
Der Hetty Rock ist ein Klippenfelsen im Archipel der Südlichen Shetlandinseln. Er ist der größte einer Gruppe von Felsen, die in der Walker Bay der Livingston-Insel vor dem John Beach liegen.
Wissenschaftler der britischen Discovery Investigations kartierten ihn und benannten ihn deskriptiv als Low Rock (englisch für Niedriger Felsen). Das UK Antarctic Place-Names Committee entschied sich 1958 zu einer Umbenennung. Neuer Namensgeber ist der Robbenfänger Hetty unter Kapitän Ralph Bond aus London, der zwischen 1820 und 1821 in den Gewässern um die Südlichen Shetlandinseln operierte.